# Cinque ragazze e un miliardario
(Battuta finale del comico Gianfranco D'Angelo in occasione della primissima puntata di Striscia la notizia.)
Cinque ragazze e un miliardario (titolo originale Rags to Riches) è una serie televisiva girata nel 1987 che vede protagonisti un miliardario scapolo e cinque ragazze orfane che vogliono essere adottate tutte insieme da lui. Queste ultime compongono un piccolo universo famminile: una è bionda, una mora, una di colore, una ispanica, una è molto piccola ed è un po' la mascotte del gruppo.
Il miliardario accetta di prendere le ragazze con sé, sebbene le differenze tra esse, per età a per carattere, rendano talvolta difficile la vita familiare. L'idea di fondo sviluppava il tema della famiglia multirazziale in un contesto di alta società, come nel fortunato serial Arnold; qui il tutto era arricchito da numeri musicali in cui le ragazze reinterpretavano celebri successi adattando i testi allo svolgimento della trama; in Italia le canzoni erano lasciate in lingua originale e sottotitolate in italiano. 
La serie è arrivata in Italia nel 1988 ed è stata trasmessa in prima serata su Italia 1 riscuotendo un grande successo.

## Episodi
| Stagione         | Episodi | Prima TV USA | Prima TV Italia |
| ---------------- | ------- | ------------ | --------------- |
| Prima stagione   | 8       | 1987         | 1988            |
| Seconda stagione | 12      | 1987-1988    |                 |